# Aktaión

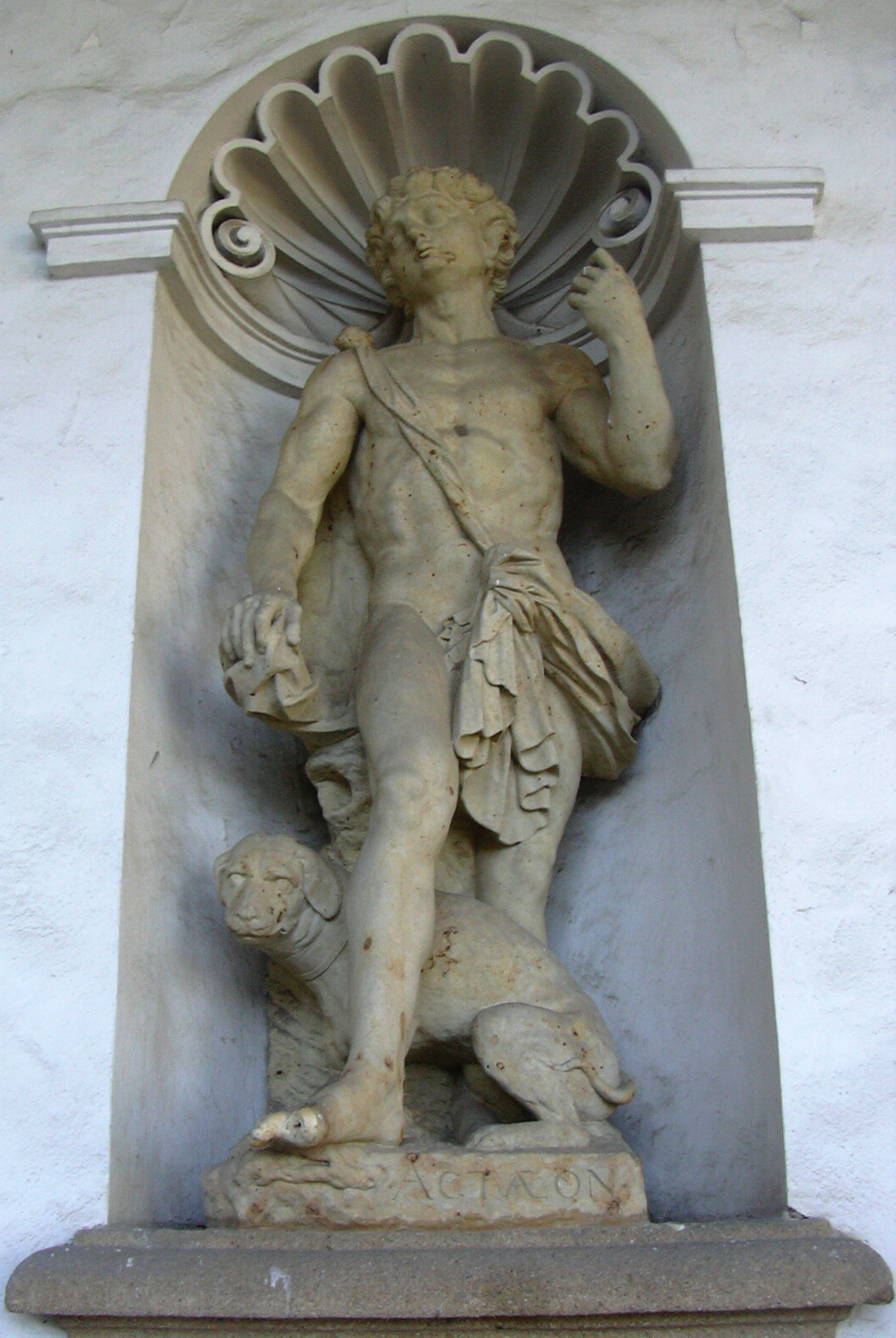
Socha Aktaióna v kolonádě Květné zahrady v Kroměříži

Aktaión (řecky Ακταίων, latinsky Actaeon) je v řecké mytologii vnuk thébského krále Kadma, syn jeho dcery Autonoé.
Byl proslulým lovcem. Jednou však nechtěně vstoupil do jeskyně a spatřil bohyni lovu Artemis nahou. Nymfy z její družiny spustily povyk a chtěly svou paní zakrýt před nepovolanými zraky.
Uražená bohyně ho za tento čin proměnila v jelena, aby se svým zážitkem nemohl nikde chlubit. To byl ale jen počátek Aktaiónova neštěstí. Během krátké doby jelena vyslídili psi a svého ubohého pána, kterého samozřejmě nemohli poznat, uštvali a roztrhali.

## Odraz v umění
- Aktaión a Artemis od Domenica Veneziana, 2. pol. 15. stol.
- Tizianovy obrazy Aktaión a Artemis (z roku 1559, Bridgewater House, Londýn) a
- Potrestání Aktaióna (z r. 1560, londýnská Národní galerie)
- obraz Artemis s Aktaiónem je dílem Jana Brueghela st. (uložen v Národní galerii na Hradčanech)
- obraz Diana a Aktaión ve sbírkách pražského Hradu od Hanse von Aachena